# Platambus wittmeri
Platambus wittmeri är en skalbaggsart som beskrevs av Wewalka 1975. Platambus wittmeri ingår i släktet Platambus och familjen dykare. Inga underarter finns listade i Catalogue of Life.